# Колетти, Александра
Александра Колетти (фр. Alexandra Coletti; род. 8 августа 1983, Ла-Колле, коммуна Монако) — итальянская и монегасская горнолыжница, участница четырёх Олимпийских игр (2006, 2010, 2014, 2018). Более успешно выступает в скоростных дисциплинах.
В Кубке мира Колетти дебютировала в 2001 году, в декабре 2003 года впервые попала в тридцатку лучших на этапе Кубка мира. Всего на сегодняшний момент имеет 12 попаданий в тридцатку лучших на этапах Кубка мира, из них 7 в скоростном спуске. Лучшим достижением Колетти в общем зачёте Кубка мира является 86-е место в сезоне 2006-07.
На Олимпиаде-2006 в Турине стартовала во всех пяти дисциплинах: скоростной спуск — 31-е место, комбинация — не финишировала, супергигант — 41-е место, гигантский слалом — не финишировала, слалом — 33-е место.
На Олимпиаде-2010 в Ванкувере показала следующие результаты: скоростной спуск — 24-е место, комбинация — 19-е место, супергигант — 25-е место, гигантский слалом — не финишировала.
За свою карьеру участвовала в трёх чемпионатах мира, лучший результат 22-е место в комбинации на чемпионате мира — 2011.